# Haematopota aberdarensis
Haematopota aberdarensis är en tvåvingeart som beskrevs av H. Oldroyd 1952. Haematopota aberdarensis ingår i släktet Haematopota och familjen bromsar.
Artens utbredningsområde är Kenya. Inga underarter finns listade i Catalogue of Life.